# 厌山夜话
《厌山夜话》是夜话工作室开发的一款帶有卡牌元素的恐怖遊戲，該作是夜話工作室首部遊戲，以中國都市傳說為題材。

## 游戏內容
《厌山夜话》是一款橫向捲軸恐怖遊戲，探索部分採用解密遊戲的遊玩方式，戰鬥部分則採用了Roguelike卡牌對戰玩法。遊戲中玩家将扮演保险推销员杭世麒，在中元節去探望老客戶怪談小說家古长林，發現古长林在兩天前已經自殺。杭世麒出席了古长林家中的葬禮，離開時發現自己無法離開古家所在筒子楼，還被怪物襲擊。杭世麒醒來後在自稱古长林的女兒古都幫助下，開始探索筒子楼。玩家通過收集物品和閱讀場景中散落的信件、日記等內容，了解自己接下來的行動和目標。玩家和怪物戰鬥死亡後，會自動復活在安全屋重新開始探索。

## 開發及發行
《厭山夜話》是夜話工作室首部作品，黃昏擔任製作人，製作團隊共九人。黃昏在大學畢業後任職公務員，工作期間承接一些遊戲劇本的外包工作，在不斷創作中萌生自己開發一款遊戲的想法。遊戲名字《厭山夜話》的「厭」字，取自「厭胜」，意思為通過詛咒壓制邪物之意，遊戲中的卡牌戰鬥玩法設計就源於「厭胜」，玩家需要以語言戰勝敵人，戰鬥期間出現的對話，製作團隊是根據對戰怪物的人設和機制進行設計。登場的怪物設計靈感來源於都市傳說、校园怪谈、超自然事件等，如試玩版中登場的「貓臉老太」，是源於中國東北地區的都市傳說。
遊戲舞台筒子楼的設計思路參考了民間傳說中的鬼打牆，為了讓遊戲美術更符合現實，製作團隊多次外出取材，研究「东南沿海城市的建筑风格和生活气息」。關卡設計方面，製作團隊設計了400多張地圖，參考了類銀河戰士惡魔城和魂系遊戲的關卡設計方式，地圖之間互相聯通，有大量捷徑。
2023年11月，夜話工作室參加上海WePlay文化展，在活動中展出遊戲。2024年1月23日，夜話工作室公布首部预告片，并宣布于1月25日开启限時试玩。夜話工作室預計遊戲在2024年第二季度內推出。

## 評價
2024年1月發佈的試玩版，獲得遊戲葡萄、觸樂、遊民星空、遊俠網、手游那点事和17173網評論員的好評。遊俠網評論員晚钟給與試玩版很高的評價，他稱讚遊戲「糅合了多种元素的游戏内容足以艳压同体量的大多数相似游戏」。17173網評論員稱讚遊戲有著「天马行空的题材和闪耀着创意闪光的玩法」。
遊戲劇情方面，遊民星空評論員超级无敌的栗子認為遊戲的選材讓劇情具有吸引力，遊戲的劇情體驗也「较为优秀」，遊戲沒有採用常見的線性敘事，而是根據玩家探索場景和遭遇角色而觸發劇情。晚钟表示就試玩版內容，遊戲沒有像一般中式恐怖遊戲「一味制造惊吓刺激点」，古长林在遊戲中無處不在的影響力，反而讓遊戲帶有「一层浪漫主义的色彩」。
遊戲的戰鬥玩法方面，晚钟就試玩版內容批評遊戲同時取了交換卡片遊戲和Roguelike的缺點，他認為在後期這種玩法會失去新鮮感。

## 外部連結
- 厌山夜话的新浪微博
- 厌山夜话的哔哩哔哩空间